# Saint-Izaire
Saint-Izaire est une commune française du sud Aveyron, en région Occitanie.
Le patrimoine architectural de la commune comprend un immeuble protégé au titre des monuments historiques : le château, classé en 1991.

## Géographie

### Localisation
Situé à 265 mètres d'altitude dans un méandre du Dourdou, le village se trouve au cœur du Rougier de Camarès.

### Communes limitrophes
Les communes limitrophes sont Broquiès, Brousse-le-Château, Calmels-et-le-Viala, Les Costes-Gozon, Montclar et Saint-Juéry.

### Hydrographie

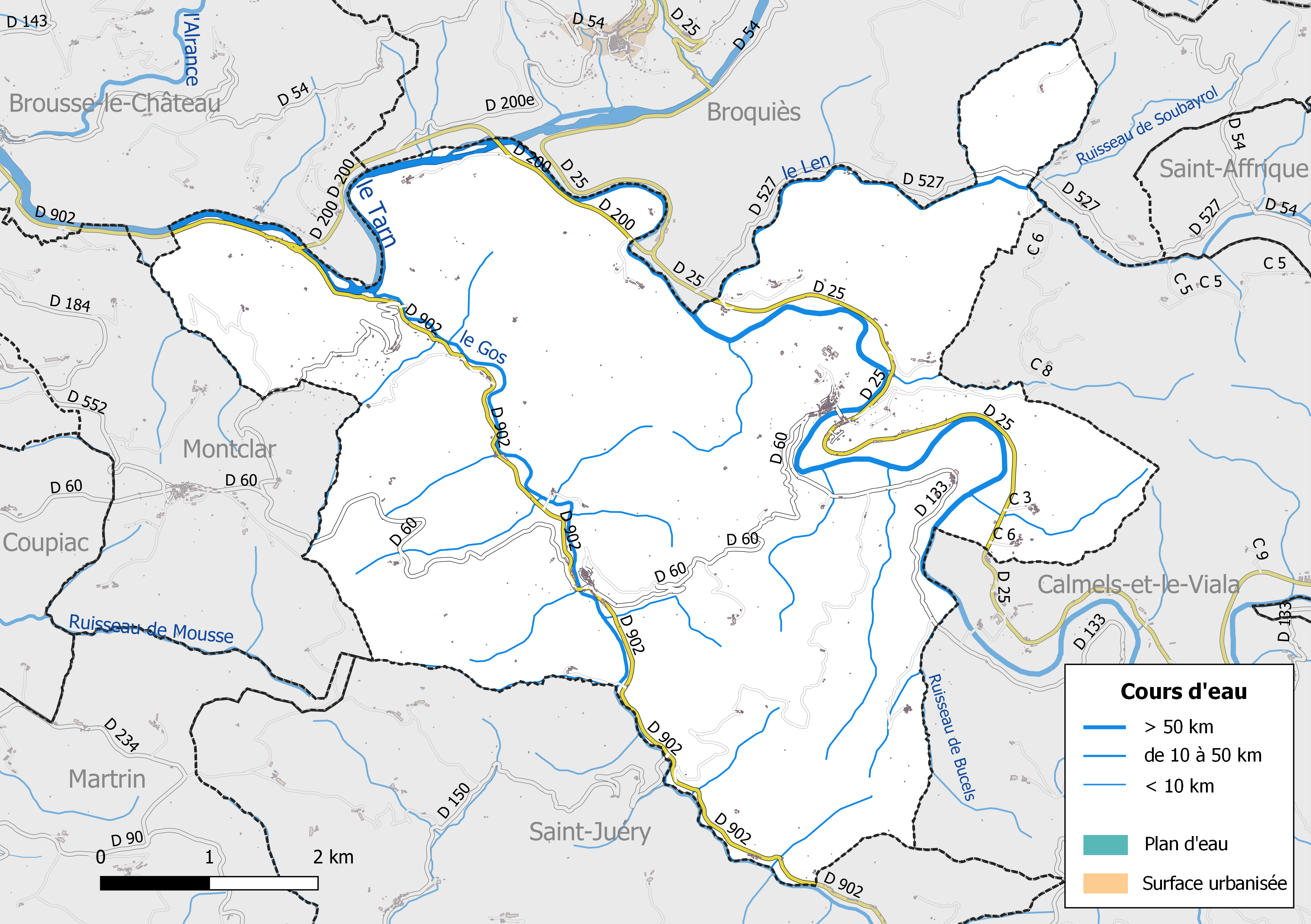
Réseaux hydrographique et routier de Saint-Izaire.

La commune est drainée par le Tarn, le Dourdou de Camarès, le Gos, le Len, le ruisseau de Bucels et par divers petits cours d'eau.
Le Tarn, d'une longueur totale de 380,2 km, prend sa source dans la commune de Pont de Montvert - Sud Mont Lozère (48) et se jette  dans la Garonne à Saint-Nicolas-de-la-Grave (82), après avoir arrosé 99 communes.
Le Dourdou de Camarès, d'une longueur totale de 86,8 km, prend sa source dans la commune de Murat-sur-Vèbre (81) et se jette  dans le Tarn à Saint-Izaire, après avoir arrosé 13 communes.
Le Gos, d'une longueur totale de 17 km, prend sa source dans la commune de Saint-Juéry et se jette  dans lele Rance à Plaisance, après avoir arrosé 4 communes.
Le Len, d'une longueur totale de 16,8 km, prend sa source dans la commune de Saint-Affrique et se jette  dans le Dourdou de Camarès à Saint-Izaire, après avoir arrosé 5 communes.

### Climat
Pour des articles plus généraux, voir Climat de l'Occitanie et Climat de l'Aveyron.
En 2010, le climat de la commune est de type climat du Bassin du Sud-Ouest, selon une étude s'appuyant sur une série de données couvrant la période 1971-2000. En 2020, Météo-France publie une typologie des climats de la France métropolitaine dans laquelle la commune est exposée à un climat de montagne et est dans la région climatique Sud-est du Massif Central, caractérisée par une pluviométrie annuelle de 1 000 à 1 500 mm, minimale en été, maximale en automne.
Pour la période 1971-2000, la température annuelle moyenne est de 13 °C, avec une amplitude thermique annuelle de 15,7 °C. Le cumul annuel moyen de précipitations est de 858 mm, avec 10,2 jours de précipitations en janvier et 6,2 jours en juillet. Pour la période 1991-2020, la température moyenne annuelle observée sur la station météorologique la plus proche, située sur la commune de Montlaur à 14 km à vol d'oiseau, est de 12,5 °C et le cumul annuel moyen de précipitations est de 705,4 mm,. Pour l'avenir, les paramètres climatiques de la commune estimés pour 2050 selon différents scénarios d'émission de gaz à effet de serre sont consultables sur un site dédié publié par Météo-France en novembre 2022.

### Milieux naturels et biodiversité

#### Espaces protégés
La protection réglementaire est le mode d’intervention le plus fort pour préserver des espaces naturels remarquables et leur biodiversité associée.
Dans ce cadre, la commune fait partie d'un espace protégé, le Parc naturel régional des Grands Causses, créé en 1995 et d'une superficie de 327 937 ha, s'étend sur 97 communes. Ce territoire rural habité, reconnu au niveau national pour sa forte valeur patrimoniale et paysagère, s’organise autour d’un projet concerté de développement durable, fondé sur la protection et la valorisation de son patrimoine,,.

#### Sites Natura 2000

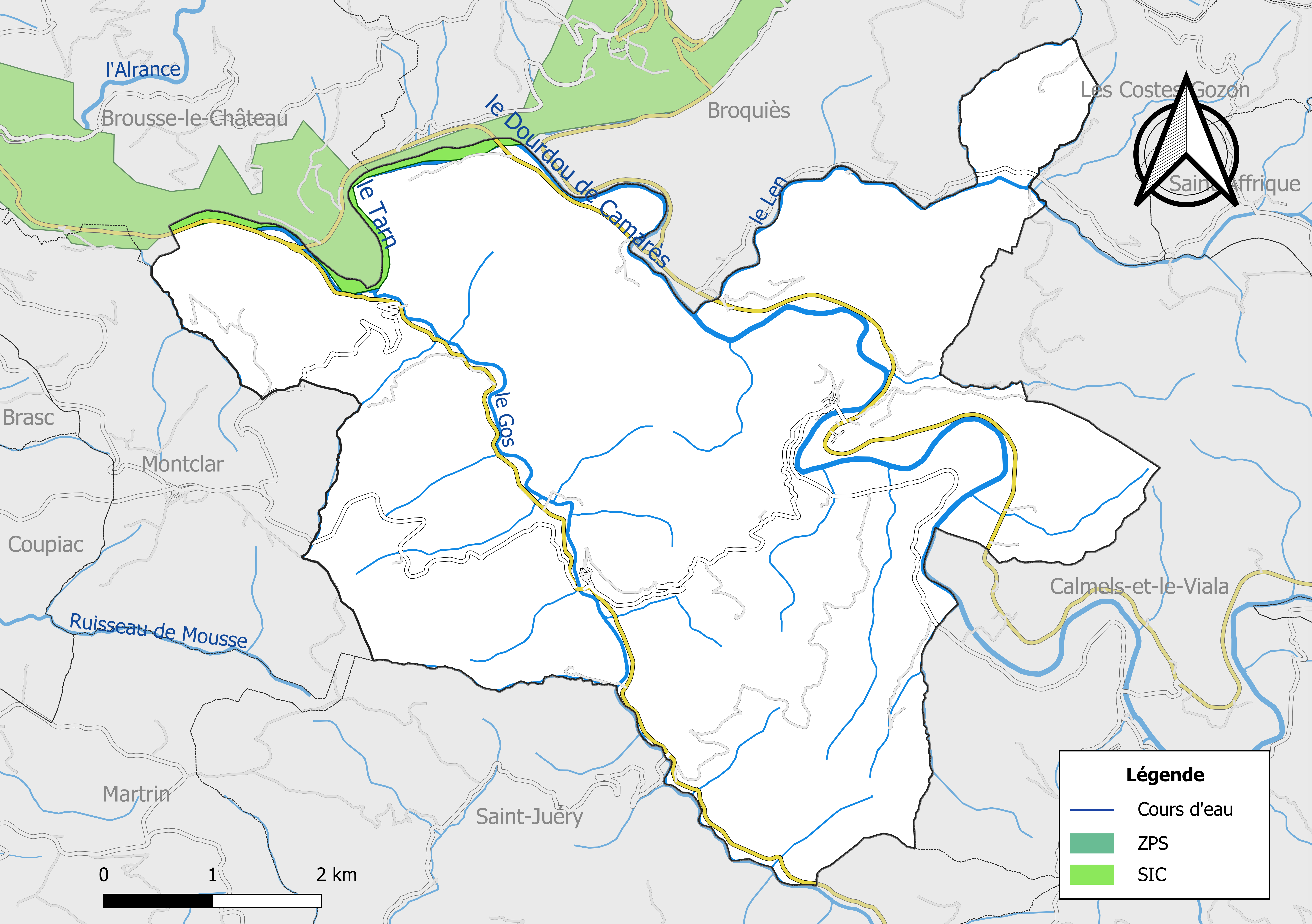
Sites Natura 2000 sur le territoire communal.

Le réseau Natura 2000 est un réseau écologique européen de sites naturels d’intérêt écologique élaboré à partir des Directives « Habitats » et « Oiseaux ». Ce réseau est constitué de Zones spéciales de conservation (ZSC) et de Zones de protection spéciale (ZPS). Dans les zones de ce réseau, les États Membres s'engagent à maintenir dans un état de conservation favorable les types d'habitats et d'espèces concernés, par le biais de mesures réglementaires, administratives ou contractuelles.
Un site Natura 2000 a été défini sur la commune au titre de la « directive Habitats » : 
- La « Vallée du Tarn (de Brousse-le-Château jusqu'aux gorges) », d'une superficie de 3 713 ha, s'étend sur dix communes de l'Aveyron. Il s'agit d'une vallée encaissée offrant une grande diversité de situations aquatiques et géologiques (terrains calcaires et acides) entrainant une végétation originale. Des grottes à chauves-souris sont présentes ainsi qu'une population remarquable d'Odonates rares, notamment Macromia splendens[18] ;

#### Zones naturelles d'intérêt écologique, faunistique et floristique
L’inventaire des zones naturelles d'intérêt écologique, faunistique et floristique (ZNIEFF) a pour objectif de réaliser une couverture des zones les plus intéressantes sur le plan écologique, essentiellement dans la perspective d’améliorer la connaissance du patrimoine naturel national et de fournir aux différents décideurs un outil d’aide à la prise en compte de l’environnement dans l’aménagement du territoire.
Le territoire communal de Saint-Izaire comprend deux ZNIEFF de type 1,, 
la « Rivière Tarn (partie Aveyron) » (2 381 ha), couvrant 41 communes dont 25 dans l'Aveyron et 16 dans le Tarn ;
et la « Vallée du Tarn à Brousse » (1 398 ha), couvrant 6 communes du département
et deux ZNIEFF de type 2, : 
- le « Rougier de Camarès » (56 714 ha), qui s'étend sur 33 communes dont 32 dans l'Aveyron et 1 dans l'Hérault[22] ;
- la « Vallée du Tarn, amont » (36 322 ha), qui s'étend sur 57 communes dont 31 dans l'Aveyron, 1 dans la Lozère et 25 dans le Tarn[23].

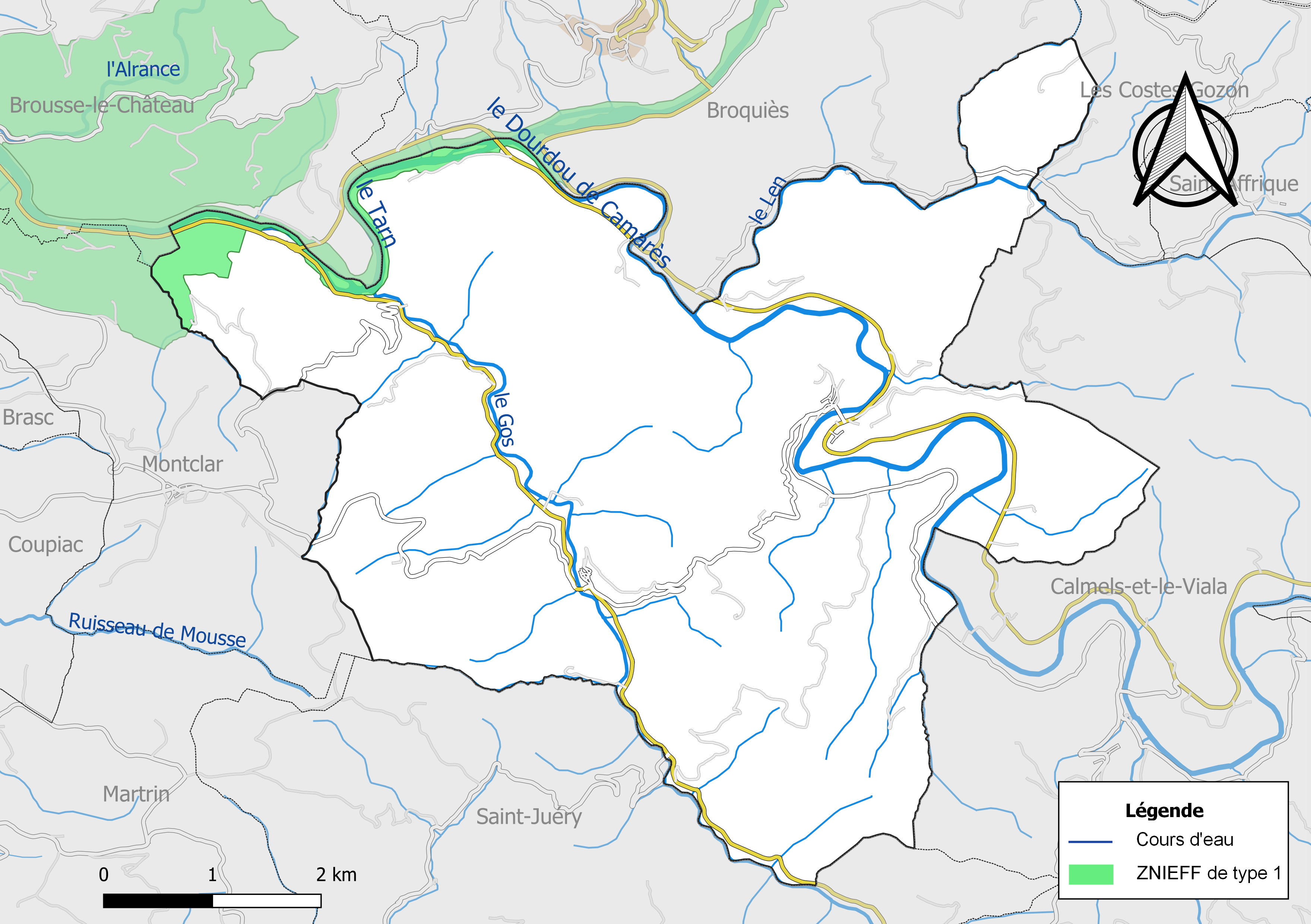
Carte des ZNIEFF de type 1 de la commune.
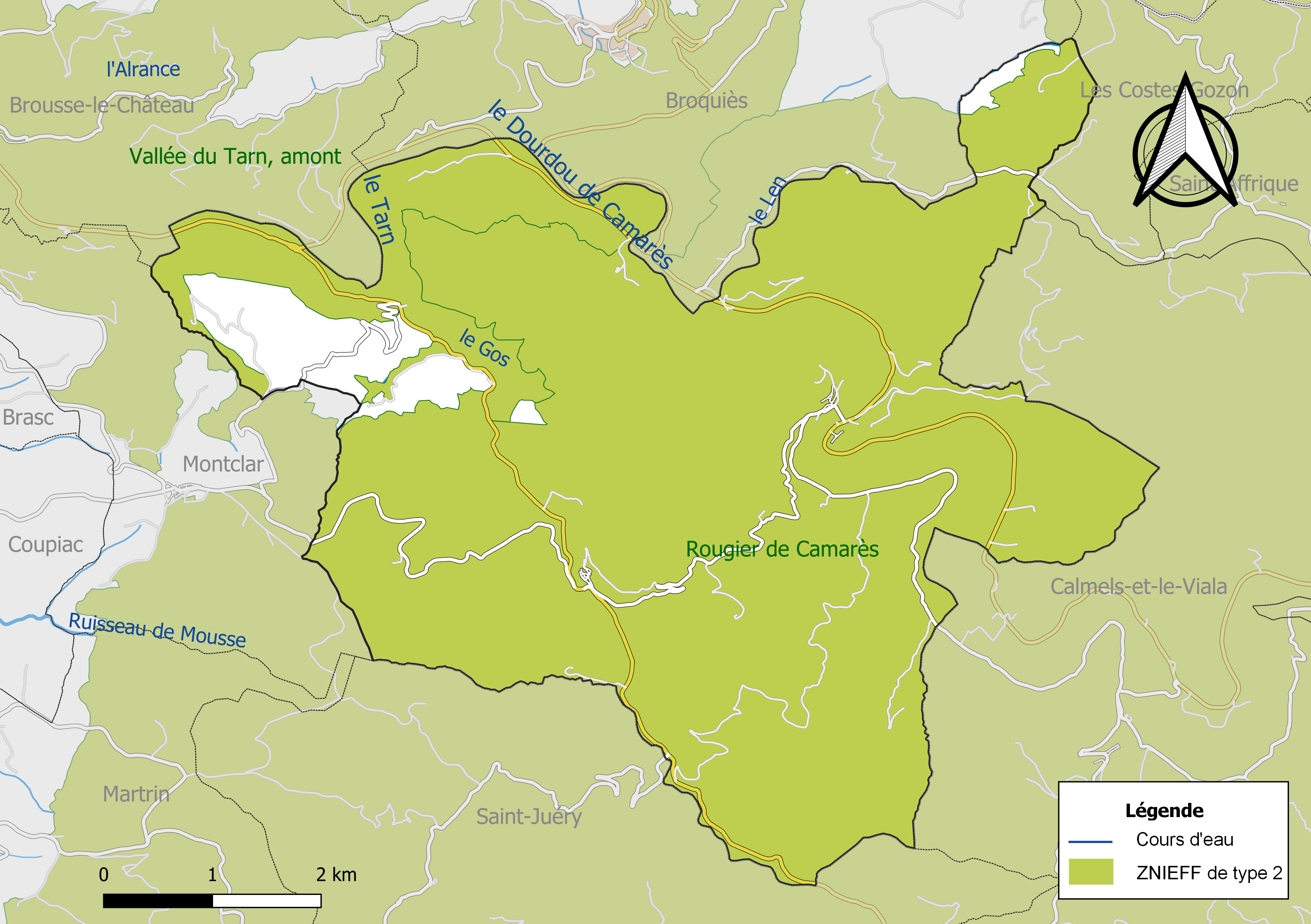
Carte des ZNIEFF de type 2 de la commune.

## Urbanisme

### Typologie
Au 1er janvier 2024, Saint-Izaire est catégorisée commune rurale à habitat très dispersé, selon la nouvelle grille communale de densité à sept niveaux définie par l'Insee en 2022.
Elle est située hors unité urbaine. Par ailleurs la commune fait partie de l'aire d'attraction de Saint-Affrique, dont elle est une commune de la couronne,. Cette aire, qui regroupe 16 communes, est catégorisée dans les aires de moins de 50 000 habitants,.

### Occupation des sols

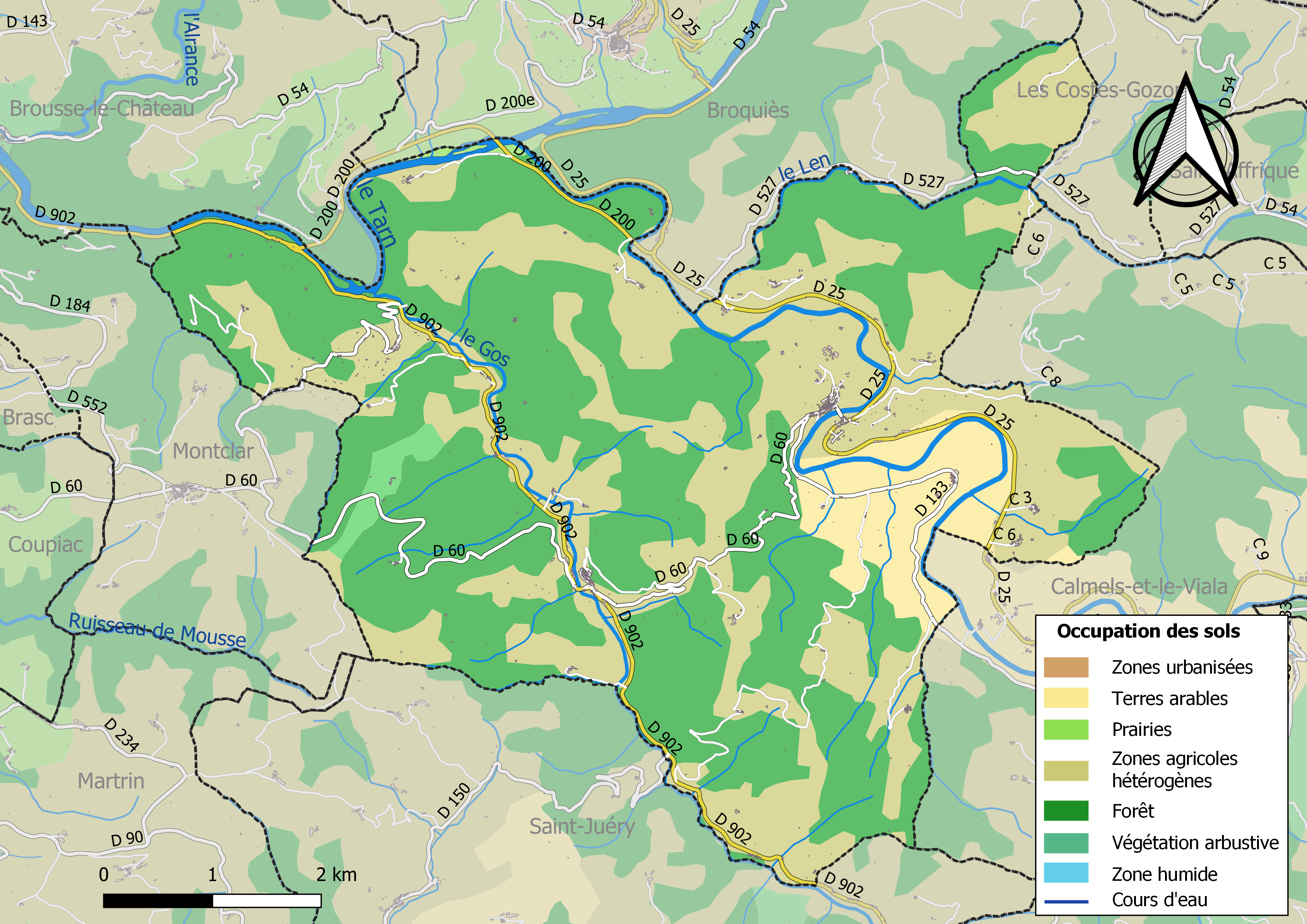
Infrastructures et occupation des sols de la commune de Saint-Izaire.

L'occupation des sols de la commune, telle qu'elle ressort de la base de données européenne d’occupation biophysique des sols Corine Land Cover (CLC), est marquée par l'importance des forêts et milieux semi-naturels (53,6 % en 2018), en diminution par rapport à 1990 (57,2 %). La répartition détaillée en 2018 est la suivante : 
forêts (52,6 %), zones agricoles hétérogènes (39,2 %), terres arables (7,1 %), milieux à végétation arbustive et/ou herbacée (1 %), prairies (0,2 %).

### Planification
La loi SRU du 13 décembre 2000 a incité fortement les communes à se regrouper au sein d’un établissement public, pour déterminer les partis d’aménagement de l’espace au sein d’un SCoT, un document essentiel d’orientation stratégique des politiques publiques à une grande échelle. La commune est dans le territoire du SCoT du Parc naturel régional des Grands Causses, approuvé le vendredi 7 juillet 2017 par le comité syndical et mis à l’enquête publique en décembre 2019. La structure porteuse est le Pôle d'équilibre territorial et rural du PNR des Grands Causses, qui associe huit communautés de communes, notamment la communauté de communes Saint Affricain, Roquefort, Sept Vallons, dont la commune est membre.
La commune, en 2017, avait engagé l'élaboration d'un plan local d'urbanisme.

### Risques majeurs
Le territoire de la commune de Saint-Izaire est vulnérable à différents aléas naturels : inondations, climatiques (hiver exceptionnel ou canicule), feux de forêts et séisme (sismicité très faible).
Il est également exposé à deux risques particuliers, les risques radon et minier,.

#### Risques naturels

Zones inondables de la commune de Saint-Izaire.

Certaines parties du territoire communal sont susceptibles d’être affectées par le risque d’inondation par débordement du Dourdou de Camarès. Les dernières grandes crues historiques, ayant touché plusieurs parties du département, remontent aux 3 et 4 décembre 2003 (dans les bassins du Lot, de l'Aveyron, du Viaur et du Tarn) et au 28 novembre 2014 (bassins de la Sorgues et du Dourdou). Ce risque est pris en compte dans l'aménagement du territoire de la commune par le biais du Plan de prévention du risque inondation (PPRI) du bassin du bassin de la « Sorgues et du Dourdou de Camarès aval », approuvé le 23 mai 2017.
Le Plan départemental de protection des forêts contre les incendies découpe le département de l’Aveyron en sept « bassins de risque » et définit une sensibilité des communes à l’aléa feux de forêt (de faible à très forte). La commune est classée en sensibilité forte.
Les mouvements de terrains susceptibles de se produire sur la commune sont liés à la présence de cavités souterraines localisées sur la commune,.

#### Risques particuliers
La commune est concernée par le risque minier, principalement lié à l’évolution des cavités souterraines laissées à l’abandon et sans entretien après l’exploitation des mines.
Dans plusieurs parties du territoire national, le radon, accumulé dans certains logements ou autres locaux, peut constituer une source significative d’exposition de la population aux rayonnements ionisants. Toutes les communes du département sont concernées par le risque radon à un niveau plus ou moins élevé. Selon le dossier départemental des risques majeurs du département établi en 2013, la commune de Saint-Izaire est classée à risque moyen à élevé. Un décret du 4 juin 2018 a modifié la terminologie du zonage définie dans le code de la santé publique et a été complété par un arrêté du 27 juin 2018 portant délimitation des zones à potentiel radon du territoire français. La commune est désormais en zone 3, à savoir zone à potentiel radon significatif.

## Toponymie
Durant la Révolution, la commune porte le nom de Rive-Libre.

## Histoire
- Site occupé au néolithique (présence de statues-menhirs).
- Au Moyen Âge, village fortifié, dominé par un château épiscopal.

## Politique et administration

### Découpage territorial
La commune de Saint-Izaire est membre de la communauté de communes Saint Affricain, Roquefort, Sept Vallons, un établissement public de coopération intercommunale (EPCI) à fiscalité propre créé le 1er janvier 2017 dont le siège est à Vabres-l'Abbaye. Ce dernier est par ailleurs membre d'autres groupements intercommunaux.
Sur le plan administratif, elle est rattachée à l'arrondissement de Millau, au département de l'Aveyron et à la région Occitanie. Sur le plan électoral, elle dépend du  canton de Saint-Affrique pour l'élection des conseillers départementaux, depuis le redécoupage cantonal de 2014 entré en vigueur en 2015, et de la troisième circonscription de l'Aveyron  pour les élections législatives, depuis le dernier découpage électoral de 2010.

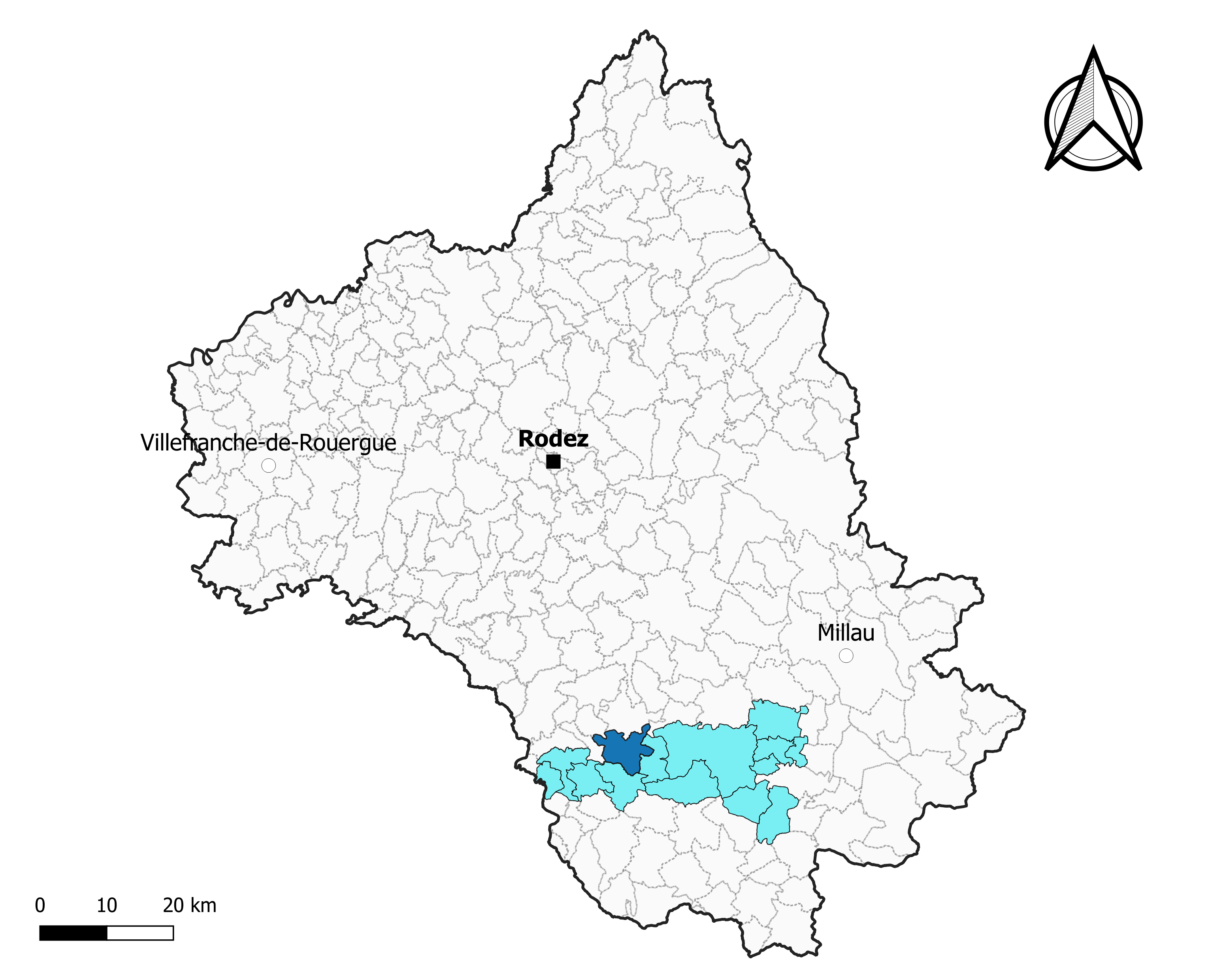
Saint-Izaire dans l'intercommunalité en 2020.
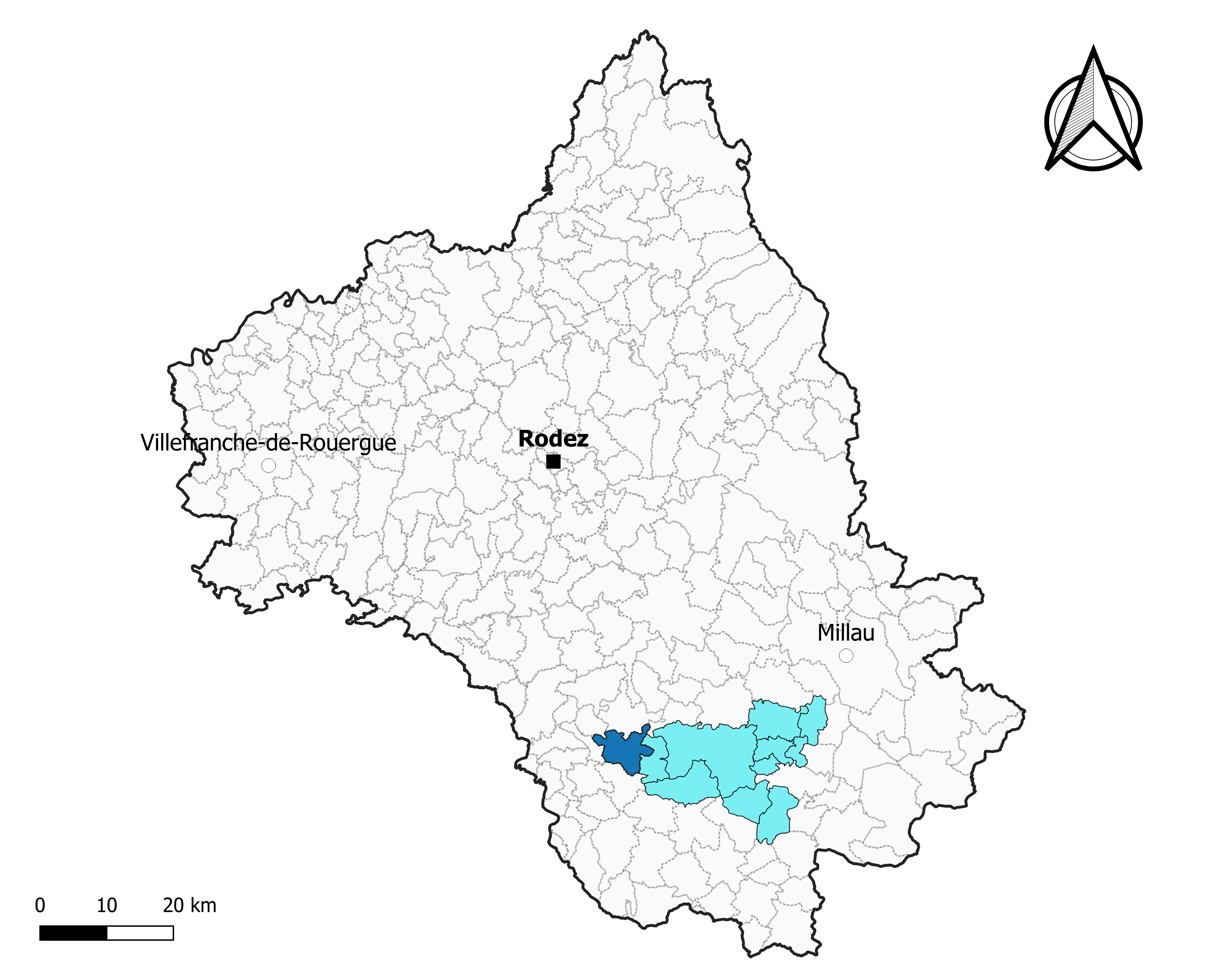
Saint-Izaire dans le canton de Saint-Affrique en 2020.
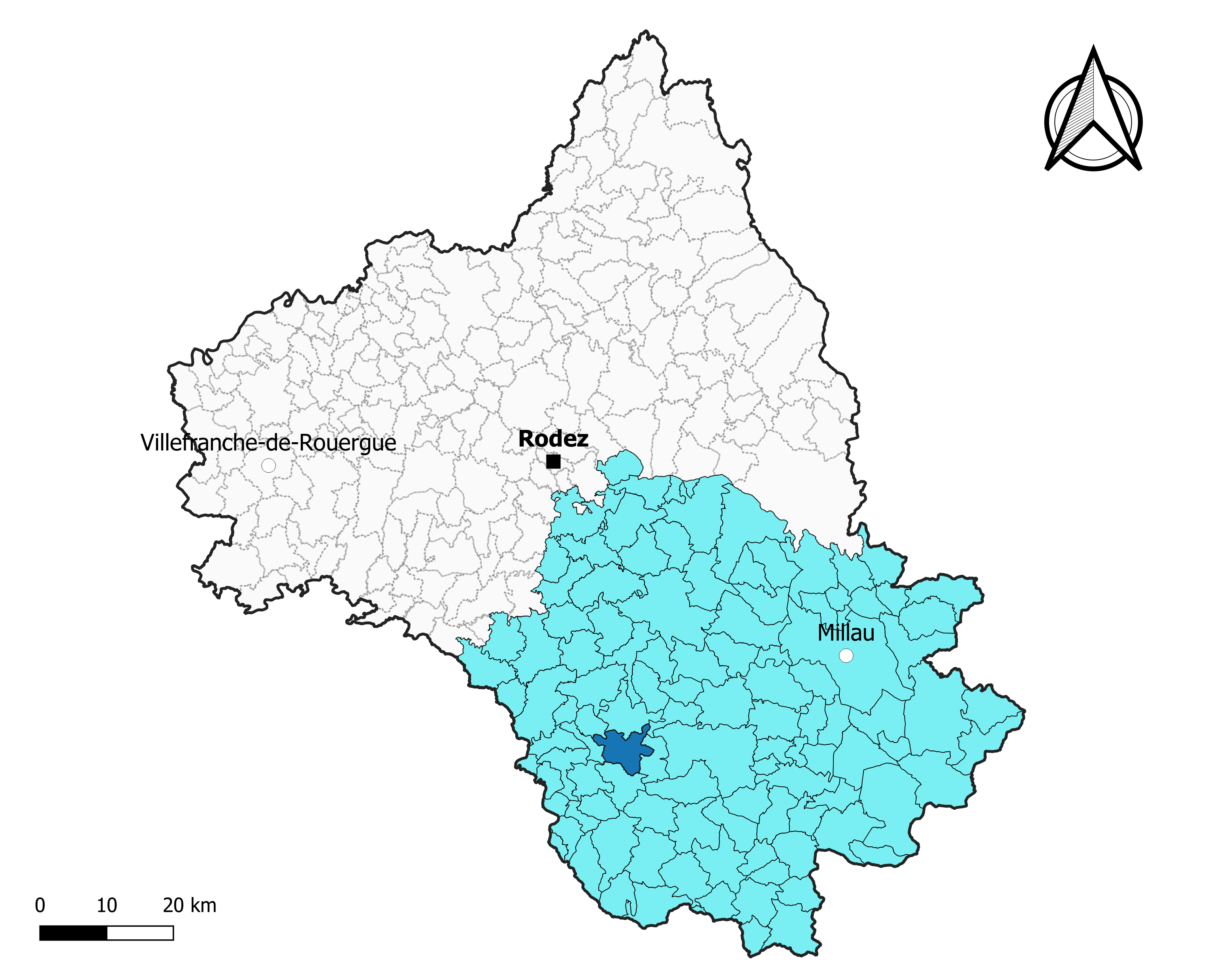
Saint-Izaire dans l'arrondissement de Millau en 2020.

### Élections municipales et communautaires

#### Élections de 2020
Le conseil municipal de Saint-Izaire, commune de moins de 1 000 habitants, est élu au scrutin majoritaire plurinominal à deux tours avec candidatures isolées ou groupées et possibilité de panachage. Compte tenu de la population communale, le nombre de sièges à pourvoir lors des élections municipales de 2020 est de 11. La totalité des onze candidats en lice est élue dès le premier tour, le 15 mars 2020, avec un taux de participation de 64,65 %.
Christian Vernhet est élu nouveau maire de la commune le 25 mai 2020.
Dans les communes de moins de 1 000 habitants, les conseillers communautaires sont désignés parmi les conseillers municipaux élus en suivant l’ordre du tableau (maire, adjoints puis conseillers municipaux) et dans la limite du nombre de sièges attribués à la commune au sein du conseil communautaire. Un siège est attribué à la commune au sein de la communauté de communes Saint Affricain, Roquefort, Sept Vallons.

#### Liste des maires
| Période                                  | Période  | Identité            | Étiquette | Qualité                    |
| ---------------------------------------- | -------- | ------------------- | --------- | -------------------------- |
| 2001                                     | mai 2020 | Jean-Jacques Sellam |           | Retraité de l'enseignement |
| mai 2020                                 | En cours | Christian Vernhet,  |           | Technicien                 |
| Les données manquantes sont à compléter. |          |                     |           |                            |

## Démographie
L'évolution du nombre d'habitants est connue à travers les recensements de la population effectués dans la commune depuis 1793. Pour les communes de moins de 10 000 habitants, une enquête de recensement portant sur toute la population est réalisée tous les cinq ans, les populations de référence des années intermédiaires étant quant à elles estimées par interpolation ou extrapolation. Pour la commune, le premier recensement exhaustif entrant dans le cadre du nouveau dispositif a été réalisé en 2006.

En 2022, la commune comptait 318 habitants, en évolution de +4,26 % par rapport à 2016 (Aveyron : +0,37 %, France hors Mayotte : +2,11 %).
| 1793 | 1800 | 1821  | 1831  | 1836  | 1841  | 1846  | 1851  | 1856  |
| ---- | ---- | ----- | ----- | ----- | ----- | ----- | ----- | ----- |
| 517  | 471  | 1 734 | 1 095 | 1 263 | 1 124 | 1 234 | 1 256 | 1 246 |

| 1861  | 1866  | 1872  | 1876  | 1881  | 1886  | 1891  | 1896  | 1901  |
| ----- | ----- | ----- | ----- | ----- | ----- | ----- | ----- | ----- |
| 1 275 | 1 247 | 1 243 | 1 261 | 1 293 | 1 342 | 1 191 | 1 173 | 1 118 |

| 1906  | 1911  | 1921 | 1926 | 1931 | 1936 | 1946 | 1954 | 1962 |
| ----- | ----- | ---- | ---- | ---- | ---- | ---- | ---- | ---- |
| 1 549 | 1 387 | 995  | 965  | 907  | 863  | 790  | 622  | 589  |

| 1968 | 1975 | 1982 | 1990 | 1999 | 2006 | 2011 | 2016 | 2021 |
| ---- | ---- | ---- | ---- | ---- | ---- | ---- | ---- | ---- |
| 495  | 410  | 337  | 284  | 317  | 330  | 304  | 305  | 313  |

| 2022 | - | - | - | - | - | - | - | - |
| ---- | - | - | - | - | - | - | - | - |
| 318  | - | - | - | - | - | - | - | - |

## Économie

### Revenus
En 2018  (données Insee publiées en septembre 2021), la commune compte 142 ménages fiscaux, regroupant 304 personnes. La médiane du revenu disponible par unité de consommation est de 17 050 € (20 640 € dans le département).

### Emploi
| Division       | 2008  | 2013  | 2018   |
| -------------- | ----- | ----- | ------ |
| Commune        | 8,8 % | 9,4 % | 10,1 % |
| Département    | 5,4 % | 7,1 % | 7,1 %  |
| France entière | 8,3 % | 10 %  | 10 %   |

En 2018, la population âgée de 15 à 64 ans s'élève à 178 personnes, parmi lesquelles on compte 64,8 % d'actifs (54,7 % ayant un emploi et 10,1 % de chômeurs) et 35,2 % d'inactifs,. Depuis 2008, le taux de chômage communal (au sens du recensement) des 15-64 ans est supérieur à celui de la France et du département.
La commune fait partie de la couronne de l'aire d'attraction de Saint-Affrique, du fait qu'au moins 15 % des actifs travaillent dans le pôle,. Elle compte 72 emplois en 2018, contre 77 en 2013 et 96 en 2008. Le nombre d'actifs ayant un emploi résidant dans la commune est de 99, soit un indicateur de concentration d'emploi de 72,8 % et un taux d'activité parmi les 15 ans ou plus de 44,6 %.
Sur ces 99 actifs de 15 ans ou plus ayant un emploi, 61 travaillent dans la commune, soit 62 % des habitants. Pour se rendre au travail, 61,6 % des habitants utilisent un véhicule personnel ou de fonction à quatre roues, 1 % les transports en commun, 22,2 % s'y rendent en deux-roues, à vélo ou à pied et 15,2 % n'ont pas besoin de transport (travail au domicile).

### Activités hors agriculture
28 établissements sont implantés  à Saint-Izaire au 31 décembre 2019. Le tableau ci-dessous en détaille le nombre par secteur d'activité et compare les ratios avec ceux du département,.
Le secteur de l'industrie manufacturière, des industries extractives et autres est prépondérant sur la commune puisqu'il représente 28,6 % du nombre total d'établissements de la commune (8 sur les 28 entreprises implantées  à Saint-Izaire), contre 17,7 % au niveau départemental.

### Agriculture
La commune est dans les Monts de Lacaune, une petite région agricole occupant le sud du département de l'Aveyron. En 2020, l'orientation technico-économique de l'agriculture  sur la commune est la polyculture et/ou le polyélevage.
|               | 1988  | 2000  | 2010  | 2020  |
| ------------- | ----- | ----- | ----- | ----- |
| Exploitations | 38    | 21    | 17    | 19    |
| SAU (ha)      | 1 310 | 1 115 | 1 332 | 1 647 |

Le nombre d'exploitations agricoles en activité et ayant leur siège dans la commune est passé de 38 lors du recensement agricole de 1988  à 21 en 2000 puis à 17 en 2010 et enfin à 19 en 2020, soit une baisse de 50 % en 32 ans. Le même mouvement est observé à l'échelle du département qui a perdu pendant cette période 51 % de ses exploitations,. La surface agricole utilisée sur la commune a quant à elle augmenté, passant de 1 310 ha en 1988 à 1 647 ha en 2020. Parallèlement la surface agricole utilisée moyenne par exploitation a augmenté, passant de 34 à 87 ha.

## Culture locale et patrimoine

### Lieux et monuments
- Statues-menhirs des Ardaliès, groupe de neuf statues-menhirs dont des reproductions sont exposées sur un circuit pédestre de découverte.
- Dolmen de Saint-Antonin.
- Dans le bourg, des bâtisses des XVe et XVIe siècles aux fenêtres à meneaux.
- Musée d'art traditionnel, au château.

- Le château de Saint-Izaire  Classé MH (1991)[58] du XIVe siècle en grès rouge. Il fut la demeure des évêques de Vabres-l'Abbaye.

Château de Saint-Izaire
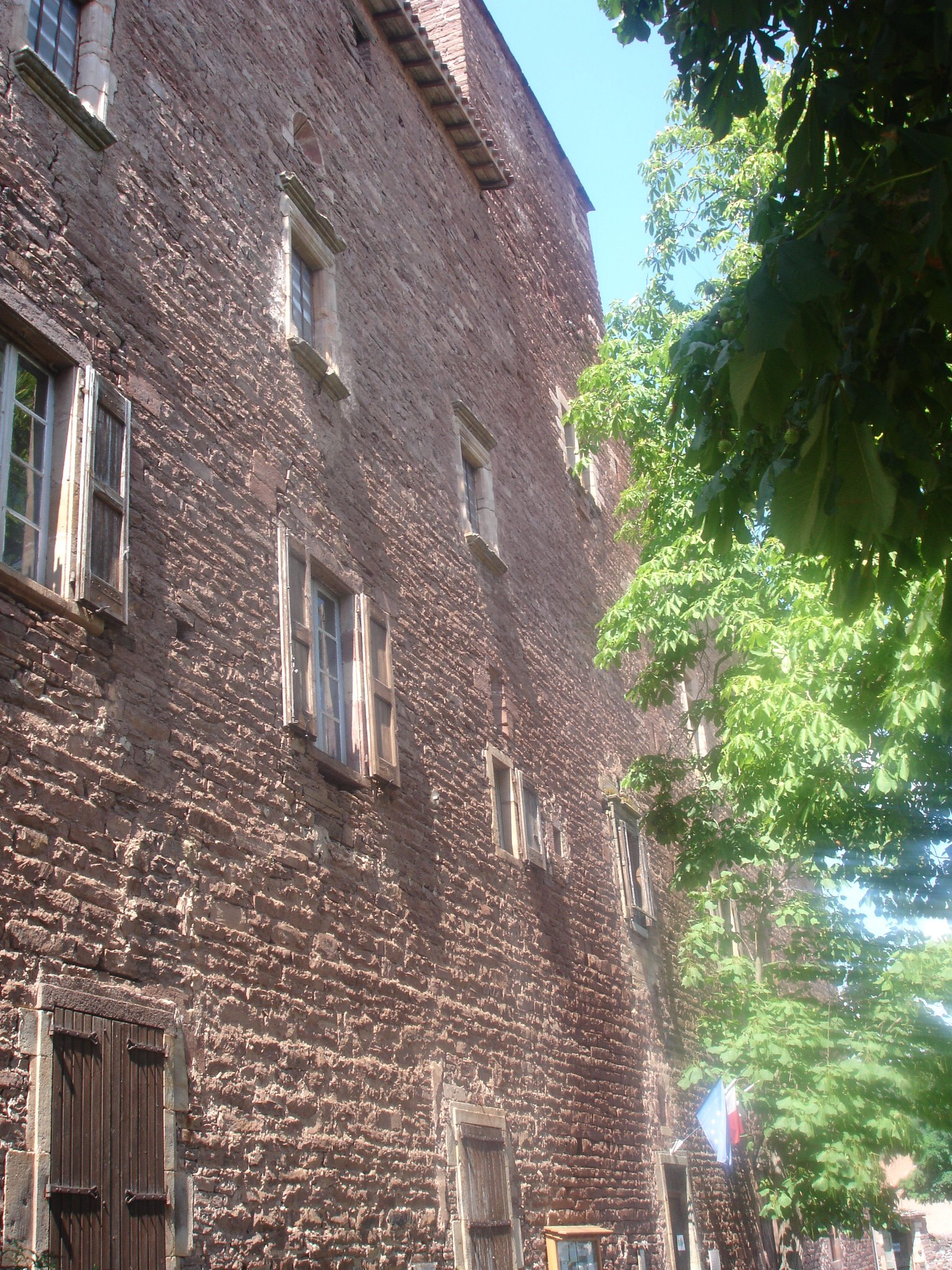
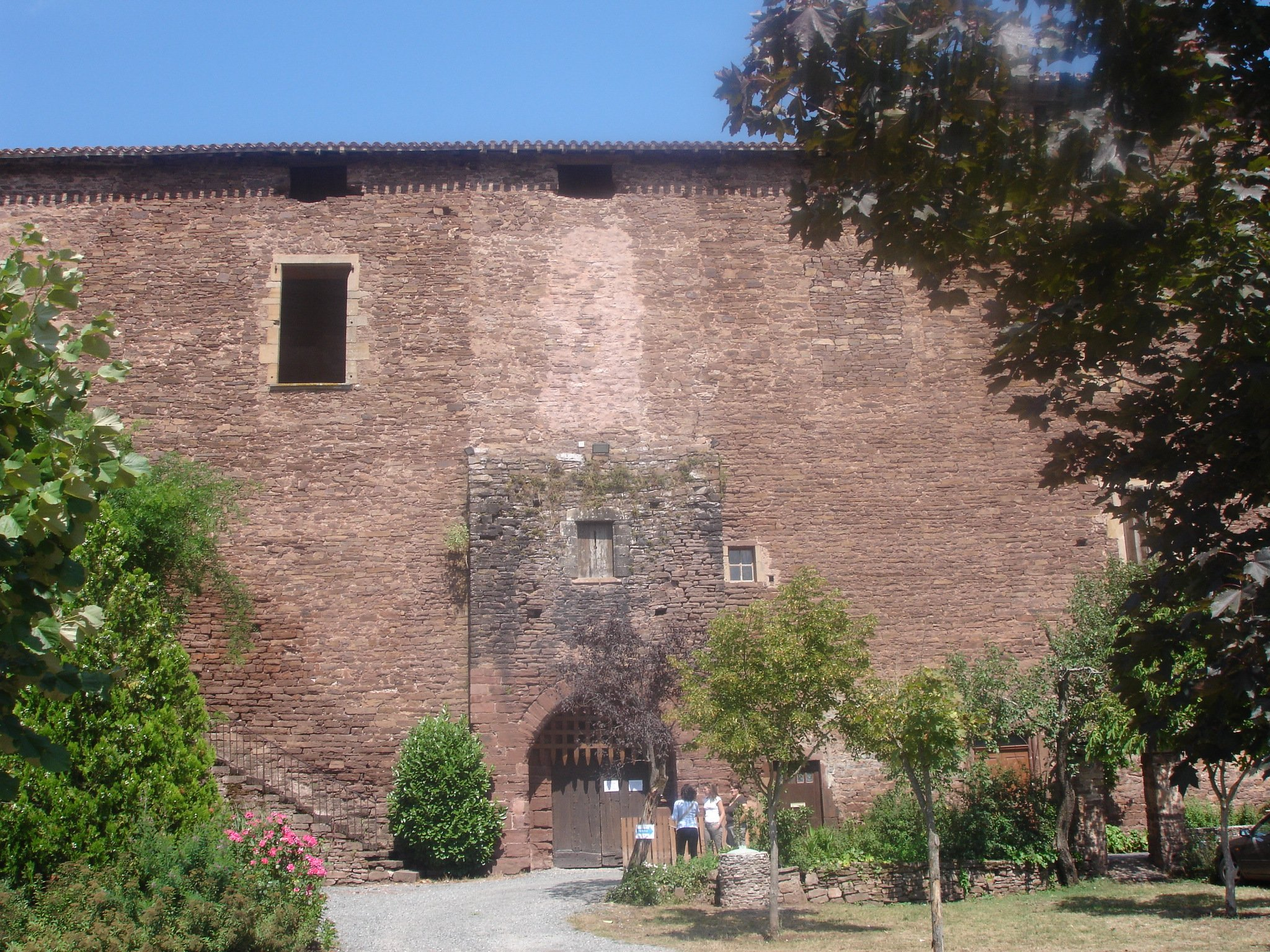
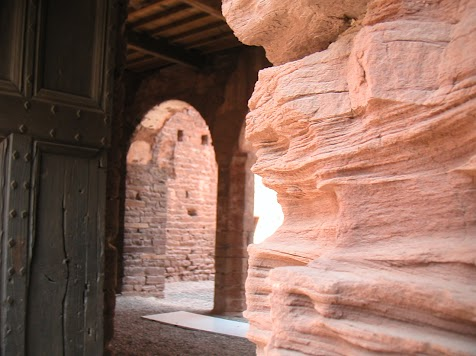

- Église Saint-Louis de Saint-Izaire.
- Église Saint-Pierre de Faveyrolles.
- Église Sainte-Madeleine de Salelles.
- Chapelle Notre-Dame-de-Grâce de Saint-Izaire (XVIIIe siècle).
- Chapelle des Armayrols.

### Héraldique
| Blason de Saint-Izaire | Blason  | Écartelé, le trait du coupé ondé : au 1er de sinople à une brebis d'argent, au 2e de gueules à un léopard lionné d'or, au 3e de gueules à une croix cléchée, vidée et pommetée de douze pièces d'or, au 4e d'azur à trois roses d'argent. |
| Blason de Saint-Izaire | Détails | Le statut officiel du blason reste à déterminer. |